# 현대 진화 이론
현대 진화 이론은 생물학의 여러 전공 분야에서 연구된 진화와 관련한 이론을 종합한 것으로, 오늘날 대다수의 생물학자들이 인정하고 있는 진화 이론이다. 현대 진화 이론은 다윈의 자연선택의 개념에서 출발하여 멘델의 유전법칙의 발견, 20세기 초 집단유전학의 성과 등을 종합한 것으로 1936년부터 1947년까지 약 10여년에 걸쳐 형성되었다.
1942년 헉슬리가 《현대 진화 이론》를 출판하여 현대 진화 이론이란 명칭이 널리 알려지게 되었다. 이후 같은 주제로 피셔, 도브잔스키, 할데인, 라이트, 에른스트 마이어, 조지 심슨 등과 같은 학자들이 저서를 출판하여 공헌하였다.
생물학의 각 분야가 매우 난해하다는 점과 주요 학파 간에 진화의 원인에 대한 견해가 달랐다는 점 때문에 현대 진화 이론의 종합은 매우 어렵고 복잡한 과정을 거쳐야했다. 그러나 이러한 과정을 거치고, 진화현상 자체가 관찰이 되기 시작하면서, 현대에는 증명된 과학이론으로서 존재하며, 현대 진화 이론에는 유전학, 세포학, 계통학, 식물학, 형태학, 생태학, 고생물학 등 생물학 전반에 걸친 학문 분야가 두루 망라되어 있다.
현대 진화이론의 성립 이후에도 각 분야의 진화 연구는 여전히 활발히 연구되고 있으며 이는 진화의 속도와 방향에 관한 연구로 이어진다.

## 개요
생물학의 제 분야에서 연구·종합된 현대 진화 이론은 대략 다음과 같이 요약된다.
1. 모든 진화 현상은 유전 기제와 자연 현상의 관찰을 통하여 설명될 수 있다.
2. 진화는 점진적인 과정을 통하여 이루어진다. - 진화는 소규모의 유전자 변이의 발생과 자연선택이 지속된 결과이다. 생물 종 간의 불연속성은 진화가 도약적으로 이루어졌기 때문이 아니라 지속적인 종분화와 멸종 등에 의한 것이다.
3. 진화가 일어나게 하는 가장 큰 요인은 자연선택이다. 어느 집단의 발현형질이 환경에 적합하다면 그와 관련된 유전자가 계속하여 유전될 것이다. 테오도시우스 도브잔스키가 제시한 유전자 부동 역시 진화의 원인이 된다. (중립 진화 이론을 참조할 것)
4. 생물 집단 사이에 존재하는 유전자 다양성은 자연 선택이 이루어질 수 있는 바탕이 된다.
5. 고생물학의 연구 결과 생물 진화의 역사에서 진화의 속도가 변화하며, 속도가 빠른 시기와 느린 시기가 번갈아 가며 발생하였다는 것을 알 수 있다. 다만 여기서 속도가 빠르게 진행되는 시기의 시간대에서의 진화는 점진적으로 이루어지며, 이 점진성 역시 같은 속도로 진행되는 것이 아니라 변화의 영향을 받는다. (단속평형이론을 참조할 것)

## 이론 형성의 과정

### 19세기 후반
다윈의 《종의 기원》은 모든 생물학자들에게 영향을 주었다. 그러나 그의 핵심 이론인 자연선택은 여전히 의심받았다. 19세기 말에서 20세기 초까지도 라마르크의 용불용설이나 정향진화설, 격변이론 이 널리 영향을 미치고 있었다. 다윈은 종분화의 원인에 대해 만족스러운 해답을 제시하지 못하였고 이는 로맨스와 같은 학자들이 자연선택 개념을 부정하는 원인이 되었다. 한편 월리스와 바이스만은 다윈과는 별도로 자연선택에 의한 진화 이론을 수립하였다.
과학계 뿐만 아니라 종교계에서도 진화에 대한 많은 논쟁이 있었다.

### 20세기
20세기에는 진화의 과정이 관찰이 되었으며, 게놈 프로젝트의 영향으로 모든 생물의 계통수를 그릴 수 있게 됨으로써, 진화는 사실상 관찰되는 자연현상으로 인정받게 되었으며, 유전학과 함께 발달하기 시작했다. 20세기에는 집단유전학의 발달로 인해 진화 자체가 직접적으로 관찰이 되기 시작했으며, 대장균의 장기간 진화 실험등, 실험을 통한 진화가 가능함이 밝혀지게 됨으로써 과학계에서 진화는 당연한 사실로서 자리하게 되었다.
한편 종교계에서는 기독교 근본주의자들이 반진화론 운동을 본격적으로 펼쳤다. 교육 기관에서 진화를 가르치는 것에 대한 반발이 있었고 특히 미국 남부에서 그런 활동이 많이 일어났다. 기독교 교파별로 진화에 반대하는 사람의 비율이 달랐고, 캠페인에 얼마나 적극적으로 개입하는지도 달랐다.

### 21세기
고등 동물의 진화가 직접 관찰이 되었으며, 이런 관찰된 종분화들을 통해 진화 현상은 명백한 사실로서 자리했으며, 현재는 진화유전학에 의한 진화의 속도와 방향을 연구하는 활동이 활발해졌다. 2016년 ASHG 학회를 통해 수많은 진화 연구들이 알려지게 되었으며, 현재 인류에게 일어나고 있는 진화의 과정 역시 연구되었다. 또한 이전에 시작된 화석에 남은 DNA를 추출하여, 네안데르탈인 게놈 프로젝트가 시작되었고, 호모 날레디가 발견되어 인류 진화에 대한 연구는 활발하게 진행되고 있다.

### 집단유전학
집단유전학은, 인간 게놈 프로젝트와 햅맵 프로젝트, 1000 유전체 프로젝트의 발달과 함께 나타났으며, 다양한 집단의 게놈을 연구하는 유전학이다. 이와 같은 연구는 특정 지방의 환경에 대한 메타데이타와 연동하여, 유전자풀의 빈도와 환경의 관계에 대한 연구에 활용되고 있으며, 진화의 과정 연구에 이용된다.

## 현대 진화 이론의 주요 내용
자연계에는 진화, 즉 유전자풀의 빈도 변화가 일어나며, 이는 종분화의 과정을 통해 생명의 다양성을 증가시킨다. 이런 진화의 과정은 다음과 같다.
- 1) 돌연변이 등을 통한 유전정보(유전자 다양성)의 증가. 이 현상은 매 세대마다 일어나는 유전정보의 증가에도 영향을 받는다.
- 2) 유전적 부동으로 인한 이주와 같은 전체 유전자풀의 변화
- 3) 자연선택을 통한 선택, 절멸 등으로 인한 특정 유전자의 빈도 증가.
- 4) 이와 같은 과정이 반복되어 선택압에 의한 돌연변이의 빈도 증가
- 5) 환경의 변화에 의한 유전적 부동의 가속화.

관찰이 가능한 고속 진화의 경우, 환경의 영향으로 인한 유전적 부동의 영향이나, 큰 선택압을 받는 경우가 많다.

## 현대 진화 이론 성립 이후의 연구
현대 진화 이론의 성립 이후에도, 진화에 관한 연구는 계속되었으며, 이는 각각의 분야 (진화생물학, 고생물학, 집단유전학)에서 연구된 것들이 있다.
1) 진화생물학
진화의 직접적 과정을 연구하는 진화생물학에서는 진화의 과정을 직접 관찰하게 됨으로써(고속진화), 진화 자체가 관찰되는 자연현상임을 밝혀냈다. 또한 대장균의 장기간 진화 실험과 같은 실험적 방법의 진화가 가능함을 보여주게 됨으로써, 진화의 과정을 유도할 수 있다는 점을 밝혀내었다. 진화의 속도 연구가 메인 주제가 된 현재에는, 실험진화를 통해 속도를 조정할 수 있는 방법과, 고속진화의 과정, 그리고 살아있는 화석의 연구를 통해 진화의 속도를 연구하고 있다.
2) 고생물학
화석에 관한 연구가 중심이 되는 고생물학에서는 구조분석학을 통해 진화의 과정을 연구했으며, 이는 진화생물학에서 연구한 것을 더욱 확증해주는 것이었다. 또한 인간의 진화 과정에 대한 연구에서는 이러한 화석이 큰 영향을 주었고, 오스트랄로피테쿠스 세디바나 호모 하빌리스의 손 발달 연구와 같은 구조분석학적 연구나, 네안데르탈 게놈 프로젝트 등을 통한 유전체 연구들이 병행되면서 인류의 진화과정에 대해서는 많은 부분이 밝혀지고 있다. 진화의 속도 연구가 메인 주제가 된 현대에는 구조분석학적 연구가 새롭게 각광받고 있다.
3) 집단 유전학
집단 유전학에서는 진화생물학에서 연구하고 있는 분야들과 인류의 진화(미래)에 대한 연구를 계속하고 있으며, 지역에 따른 유전자 분포 등을 통해 전염병 같은 재해로부터 예방할 수 있는 방법에 대한 연구 역시 이루어지고 있다.

## 같이 보기
- 유전자 중심의 진화
- 진화 사상사
- 신다윈주의

## 참고 문헌
- Allen, Garland. Thomas Hunt Morgan: The Man and His Science, Princeton University Press, 1978 ISBN 0-691-08200-6
- Bowler, Peter J. (2003). Evolution:The History of an Idea. University of California Press. ISBN 0-52023693-9.
- Dawkins, Richard. The Blind Watchmaker, W.W. Norton and Company, Reissue Edition 1996 ISBN 0-393-31570-3
- Dobzhansky, T. Genetics and the Origin of Species, Columbia University Press, 1937 ISBN 0-231-05475-0
- Fisher, R. A. The Genetical Theory of Natural Selection, Clarendon Press, 1930 ISBN 0-19-850440-3
- Futuyma, D.J. Evolutionary Biology, Sinauer Associates, 1986, p. 12 0-87-893189-9
- Gould, Stephen Jay (2002). The Structure of Evolutionary Theory. Belknap Press of Harvard University Press. ISBN 0-674-00613-5.
- Haldane, J. B. S. The Causes of Evolution, Longman, Green and Co., 1932; Princeton University Press reprint, ISBN 0-691-02442-1
- Huxley, J. S., ed. The New Systematics, Oxford University Press, 1940 ISBN 0-403-01786-6
- Huxley, J. S. Evolution: The Modern Synthesis, Allen and Unwin, 1942 ISBN 0-02-846800-7
- Larson, Edward J. (2004). Evolution:The Remarkable History of a Scientific Theory. Modern Library. ISBN 0-679-64288-9.
- Margulis, Lynn and Dorion Sagan. "Acquiring Genomes: A Theory of the Origins of Species", Perseus Books Group, 2002 ISBN 0-465-04391-7
- Mayr, E. Systematics and the Origin of Species, Columbia University Press, 1942; Harvard University Press reprint ISBN 0-674-86250-3
- Mayr, E. and W. B. Provine, eds. The Evolutionary Synthesis: Perspectives on the Unification of Biology, Harvard University Press, 1998 ISBN 0-674-27225-0
- Simpson, G. G. Tempo and Mode in Evolution, Columbia University Press, 1944 ISBN 0-231-05847-0
- Smocovitis, V. Betty. Unifying Biology: The Evolutionary Synthesis and Evolutionary Biology, Princeton University Press, 1996 ISBN 0-691-27226-9 {{isbn}}의 변수 오류: 유효하지 않은 ISBN.
- Wright, S. 1931. "Evolution in Mendelian populations". Genetics 16: 97–159.